# Neil Burger
Neil Norman Burger là nhà đạo diễn phim người Mỹ. Ông đã quay bộ phim giả tài liệu Interview with the Assassin (2002), phim cổ trang The Illusionist, và bộ phim trinh thám năm 2011 Limitless.
Burger đạo diễn bộ phim hành động giả tưởng Divergent (2014), dựa trên cuốn tiểu thuyết cùng tên của nữ nhà văn Veronica Roth.

## Danh sách phim

### Đạo diễn
- Interview with the Assassin (2002)
- The Illusionist (2006)
- The Lucky Ones (2008)
- Limitless (2011)
- Divergent (2014)

### Biên kịch
- Interview With the Assassin (2002)
- The Illusionist (2006) (adapted)
- The Lucky Ones (2008)
- Scan (2014) (lấy nghệ danh Walter Jury)[3]